# Stena Europe
Die Stena Europe ist ein Fährschiff der schwedischen Stena Line.

## Geschichte
Das Schiff wurde im am 10. April 1981 von Gotaverken Arendal in Göteborg als Kronprinsessan Victoria an Sessan Line abgeliefert. Am 13. April 1981 wurde das Schiff auf der Linie Göteborg – Frederikshavn in Dienst gestellt. Im selben Jahr übernahm Stena Line die Mehrheit an Sessan Line. Bis März 1982 wurde es auf der Route Frederikshavn – Göteborg eingesetzt. Im April 1982 wurde es auf der Route Kiel – Göteborg, sowie im Sommer zwischen Göteborg und Frederikshavn eingesetzt.
Im April 1988 wurde es in Stena Saga umbenannt und erhielt weitere Kabinen. Ab Mai 1988 wurde die Stena Saga auf der Route Frederikshavn – Oslo, sowie Frederikshavn – Oslo – Göteborg eingesetzt.
Im Februar 1994 wurde das erneuerte Kabinendeck bei Niehuis & van den Berg’s entfernt. Am 4. März 1994 erhielt das Schiff den Namen Stena Europe und wurde auf der Route Harwich – Hoek van Holland eingesetzt. Im Juni 1997 wurde es von der Stena Discovery abgelöst und in Rotterdam bei Wilton Feyenoord umgebaut.  Ab Juni 1997 wurde es von der Tochtergesellschaft Lion Ferry als Lion Europa mit Heimathafen Nassau auf der Strecke Karlskrona – Gdynia eingesetzt. 1998 gingen alle Lion-Ferry-Fährrouten und an Stena Line. Bis 2001 wurde das Schiff weiterhin als Stena Europe auf dieser Strecke eingesetzt.
Anfang 2002 tauschten die Konigin Beatrix (später Stena Baltica) und die Stena Europe die Routen. Seit dem 13. März 2002 wird das Schiff auf der Route  Fishguard – Rosslare eingesetzt, bis 2007 teilweise zusammen mit dem Schwesterschiff Normandy, welches 2012 verschrottet wurde. Das Schiff fuhr fortan unter der Flagge Großbritanniens mit Heimathafen Fishguard. In den Sommermonaten wurde es zusammen mit der Stena Lynx III eingesetzt, ehe diese Ende 2011 verkauft wurde. Die Stena Europa wurde im Juli 2023 nach Zypern umgeflaggt und von der Stena Nordica ersetzt, um einen Chartereinsatz für Intershipping zwischen Spanien und Marokko anzutreten.

## Technische Daten
Das Schiff wird von vier Wärtsilä-Dieselmotoren des Typs 12V32 angetrieben. Die Motoren wirken auf zwei Verstellpropeller.
Für die Stromversorgung stehen zwei Wellengeneratoren sowie drei Wärtsilä-Dieselgeneratoren und ein MTU-Hilfsdieselgenerator zur Verfügung.

## Galerie

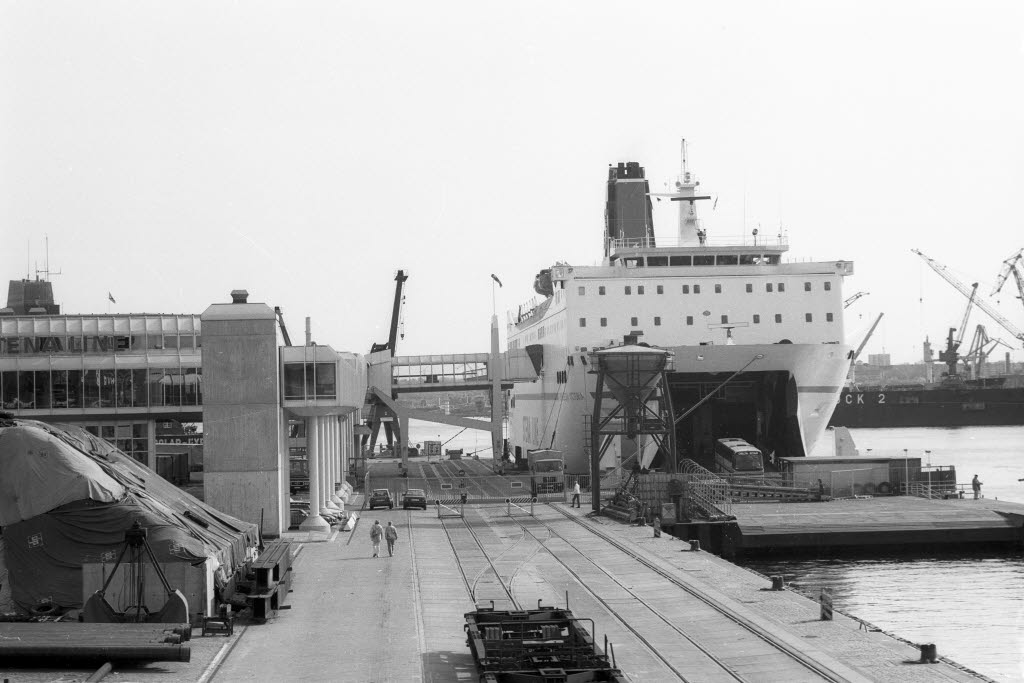
Die Kronprinsessan Victoria in Kiel
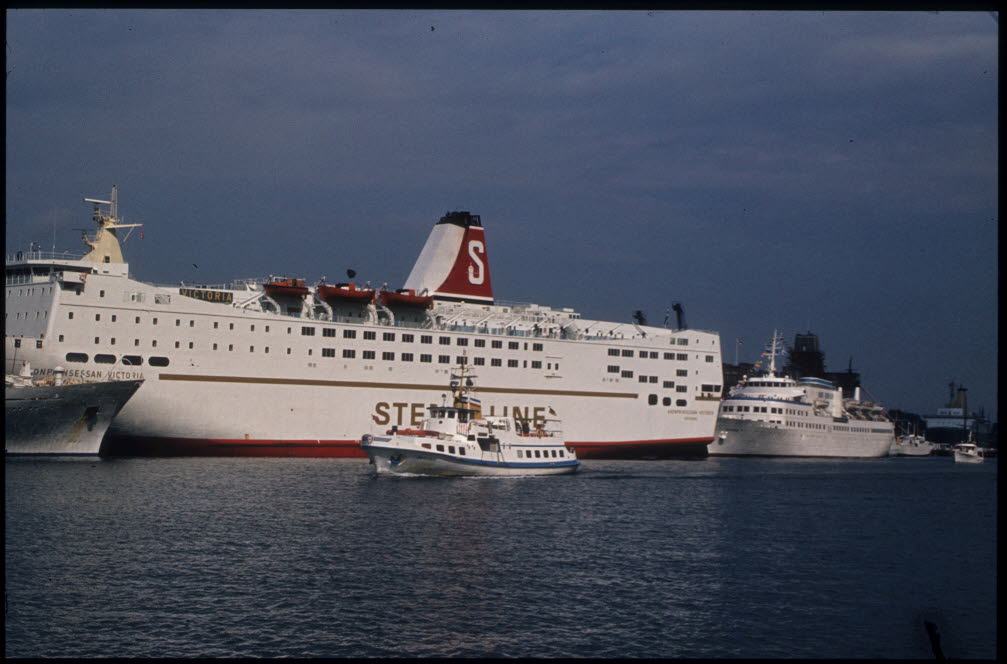
Die Kronprinsessan Victoria in Kiel